# Commonwealth (Wisconsin)
Commonwealth – miasto w Stanach Zjednoczonych, w stanie Wisconsin, w hrabstwie Florence.